# Ferruccio Busoni

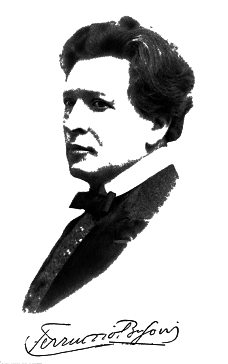
Ferruccio Busoni

Dante Michaelangelo Benvenuto Ferruccio Busoni (Empoli, 1 de abril de 1866 — Berlim, 27 de julho de 1924) foi um compositor, pianista, professor e maestro italiano.

## Biografia
Busoni foi filho de dois músicos profissionais: sua mãe era uma pianista ítalo-alemã e seu pai, um clarinetista italiano. Durante a infância de Ferruccio em Trieste, faziam regularmente temporadas de apresentações fora da cidade. Busoni era um menino prodígio. Fez seu primeiro concerto público acompanhado de seus país na idade de sete anos. Alguns anos mais tarde, interpretou algumas de suas próprias composições em Viena, Áustria, onde teve a oportunidade de ouvir Franz Liszt tocar e de encontrar Liszt, Johannes Brahms e Anton Rubinstein.
Após breve período de estudos em Graz, parte em 1886 para Leipzig. Obtém a seguir diversas posições como professor, a primeira em 1888 em Helsínquia, onde conheceu sua futura esposa, Gerda Sjöstrand. Em 1890, leciona em Moscou e, de 1891 a 1894, nos Estados Unidos, onde atua igualmente como pianista virtuoso.
Em 1894, instala-se em Berlim, e começa a dar concertos, ao mesmo tempo como pianista e como maestro. Distingue-se particularmente como promotor da música contemporânea e continua, por outro lado, seu trabalho de professor, dando um grande número de aulas magnas em Weimar, Viena e Basileia. Entre seus numerosos alunos, deve-se destacar Claudio Arrau e Egon Petri.
Durante a Primeira Guerra Mundial, Busoni viveu em Bolonha, onde tomou a direção do conservatório e, em seguida, em Zurique. Recusou apresentar-se em qualquer país em guerra. Retornou a Berlim em 1920, onde lecionou composição. Muitos de seus estudantes de composição tornaram-se célebres em seguida, entre outros Kurt Weill, Edgar Varèse e Stefan Wolpe.
Busoni faleceu na precoce idade de 58 anos, em Berlim, vitimado por uma enfermidade renal. Foi enterrado no cemitério Städtischen Friedhof III, em Berlim-Schöneberg, Stubenrauchstraße 43-45. Uma placa comemorativa foi-lhe dedicada e encontra-se sobre a fachada de sua última residência em Berlim-Schöneberg, na Praça Viktoria-Luise, n.º 11. Ele deixou algumas gravações extraordinárias, bem como uma série de rolos para piano mecânico (ver relação abaixo). Na década de 1980 houve recrudescimento de interesse por suas composições.

## A música de Busoni
A música de Busoni é de uma complexidade tipicamente contrapontista, ou, dito de outra forma, ela é feita de diversas linhas melódicas entremeadas. Ainda que sua música não seja jamais de fa(c)to atonal no sentido schönbergiano do termo, suas obras tardias distinguem-se frequentemente por uma tonalidade indeterminada, como as últimas de Franz Liszt. Nas notas de programa para sua Sonatina seconda de 1912, Busoni descreve sua peça como sendo senza tonalità (italiano para: sem tonalidade). Johann Sebastian Bach e Franz Liszt são regularmente citados como tendo tido uma influência decisiva sobre o compositor italiano, pois sua música contém elementos de neoclassicismo, e inclui melodias que se assemelham à aquelas de Wolfgang Amadeus Mozart. Busoni escreveu numerosas peças para piano.
Algumas dos conceitos musicais desenvolvidos por Busoni em suas obras da maturidade podem ser abordados em seu manifesto de 1907, Esboço de uma nova estética da música, uma obra controvertida na altura de sua publicação. Busoni discute nela domínios poucos explorados como a música eletrônica e a música microtonal (técnicas que ele mesmo nunca empregou!), mas ele afirma igualmente que a música deve destilar a essência da música do passado para pretender trazer algo de novo.
Numerosas obras de Busoni foram baseadas na música do passado, em particular na de Johann Sebastian Bach. Ele fez diversos arranjos de obras de Bach para piano, entre elas, sua Tocata e Fuga em ré menor (escrita originalmente para órgão), da mesma forma que a chacona da sonata em ré menor para violino. Alguns consideram-no, portanto, como estando na origem do neoclassicismo na música.

## Gravações
Busoni fez um considerável número de rolos para piano (sistema de gravação, para reproduzir em pianos), e um pequeno número deles foi regravado para discos de vinil ou CD. Sua gravação em gramofone é muito menor e rara - infelizmente muitas delas foram destruídas quando a fábrica da produtora Columbia incendiou-se. Entre as gravações originais, estão a Sonata em si menor de Liszt e a Sonata para piano-forte. As seguintes peças (gravadas pela Columbia) sobreviveram desde fevereiro de 1922:
- Prelúdio & Fuga N.º 1 (Bach)
- Estudo Op. 25 N.º 5 (Chopin)
- Prelúdio coral "Nun freut euch liebe Christen" (Bach-Busoni)
- Ecossaisen (Beethoven)
- Prelúdio Op. 28 N.º 7 & Estudo Op. 10 N.º 5 (Chopin) as duas obras estão interligadas por uma passagem improvisada.
- Estudo Op. 10 N.º 5 (Chopin)
- Noturno Op. 15 N.º 2 (Chopin)
- Rapsódia Húngara N.º 13 (Liszt). Essa gravação sofreu cortes substanciais, para que pudesse caber nos dois lados de um disco de 78 rotações.

Busoni também mencionou ter gravado a Valsa Faust de Gounod-Liszt, em uma carta para sua esposa em 1919. Contudo, essa gravação nunca foi publicada. Infelizmente para a posteridade, Busoni nunca gravou suas obras originais.
O valor dessas gravações em assegurar o estilo de atuação de Busoni é tema para alguma disputa. Muitos de seus colegas e estudantes expressaram desapontamento com as gravações e asseveraram que elas não fazem justiça ao virtuosismo do maestro. Seu estudante Egon Petri ficou horrorizado com as gravações de rolo de piano quando elas apareceram pela primeira vez em LP e disse que eram uma caricatura do desempenho de Busoni ao piano. Semelhantemente, o aluno de Petri, Gunnar Johansen, que ouviu Busoni tocar em diversas ocasiões, observou: Das gravações e rolos de piano de Busoni, somente Feux follets (quinto Transcendental Etude de Liszt) é realmente algo único. O resto é curiosamente não convincente. As gravações, especialmente de Chopin, são de um total desarranjo. Contudo, Kaikhosru Shapurji Sorabji, admirador fervoroso, considerou as gravações como sendo as melhores gravações de piano jamais feitas, quando elas foram publicadas.

## Diversos
Um concurso de piano com seu nome é organizado anualmente na cidade de Bolzano, no norte da Itália.